# Восстановление по Бёрчу
Восстановление по Бёрчу — органическая реакция, впервые описанная австралийским химиком Артуром Бёрчем в 1944 году. Используется для преобразования веществ, имеющих в своём составе бензольное кольцо, в 1,4-циклогексадиены, в которых на противоположных концах кольца присоединены по два атома водорода. Проводится в жидком аммиаке с щелочным металлом и спиртом.